# Kharijapikon
Kharijapikon is een census town in het district Goalpara van de Indiase staat Assam. 

## Demografie
Volgens de Indiase volkstelling van 2001 wonen er 5833 mensen in Kharijapikon, waarvan 57% mannelijk en 43% vrouwelijk is. De plaats heeft een alfabetiseringsgraad van 73%. 